# Jamno
Jamno is een plaats in de gemeente Bednja in de Kroatische provincie Varaždin. De plaats telt 128 inwoners (2001).